# ماگی آدی
مارگارت نوتال آدی (به انگلیسی: Marguerite Nuttall Addy) (1970-1904) معروف به ماگی آدی که با نام‌های خانوادگی دیگری مانند لایت‌فوت، هولست و هانسن شناخته می‌شود یک زن بریتانیایی است که در جنگ داخلی اسپانیا به عنوان پرستار و در جنگ جهانی دوم به عنوان جاسوس حضور داشته است.

## زندگی‌نامه
او در ۱۶ فوریه ۱۹۰۴ میلادی در منچستر و در خانواده‌ای که پنج فرزند داشتند به دنیا آمد. مارگارت در سال ۱۹۳۰ میلادی با آرتور لایت‌فوت ازدواج کرد و به آرایشگری اشتغال داشت، همچنین او مدرک پرستاری را نیز دارا بود.
مارگارت در سال ۱۹۳۷ میلادی به عنوان پرستار به کمک جمهوری‌خواهان طی جنگ داخلی اسپانیا و به عنوان جزوی از تیپ‌های بین‌المللی تحت عنوان سرپرستار در صومعه‌ای واقع در یوکلس کاستیل مشغول بود. هنگامی که در سال ۱۹۳۹ میلادی جنگ با شکست جمهوری‌خواهان پایان یافت مارگارت اسیر فاشیست‌ها شد و مدتی را در زندان گذراند اما بالاخره با فشارهای دولت بریتانیا آزاد شد.
او در تابستان سال ۱۹۳۹ میلادی به فرانسه رفت و در آنجا با یک تاجر نروژی به نام ویلهلم هوست که پیشتر در اسپانیا ملاقات کرده بود ازدواج کرد که البته به نظر می‌رسد این ازدواج با هدف ساخت یک پوشش اطلاعاتی بوده است و در سال ۱۹۴۵ میلادی این دو از هم جدا شدند. این زوج هر دو عضوی از سازمان اجرایی عملیات ویژه و برای کار با ام‌آی۹ به بندر مارسی در فرانسه ویشی رفتند.
در مارسی مارگارت با همکاری ای‌یان گارو و آلبرت گوریس یک مسیر فرار امن برای نیروهای متفقین که در اروپا گیر افتاده بودند را فراهم ساختند که از طریق آن این فراریان به اسپانیا می‌رسیدند.
او در سال ۱۹۴۶ میلادی نشان امپراتوری بریتانیا را دریافت کرد. در سال ۱۹۵۵ میلادی با فردی به نام تورکیل هانسن ازدواج کرد و در سال ۱۹۷۰ میلادی درگذشت.